# Echt-Susteren

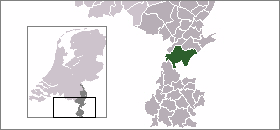
Lägeskarta

Echt-Susteren är en kommun i provinsen Limburg i Nederländerna. Kommunens totala area är 103,80 km² (där 1,37 km² är vatten) och invånarantalet är på 32 301 invånare (2005).

## Generell
Kommunen uppståts i 2003 i följd av en fusion mellan de två före detta självständiga kommunerna Echt och Susteren.
Sändombudet är det Lokale Omroep Echt-Susteren (Lokalt Radioutsändningsföretag Echt-Susteren), som är bättre känd som L.O.E.S.. L.O.E.S. vårdar 24 timmer pro tag för horisontala radio- och tv-utsändningar.
Byn har den Connect College som högskola till välken åker också barn från omgivande byar. Skolan har ungefär 1600 elever. Skolan befinnas sig mellan kommunerna Echt-Susteren och Maasbracht.

## Anordningar
I kommunen finns det många anordningar. Det närvar bland annat idrottsfaciliteter för fotboll, tennis, fitness, volleyboll, simning, friidrott och en biograf, en köpcentrum, och en övertäckt lekplats.